# Coelogyne marthae
Coelogyne marthae é uma espécie de orquídea epífita, família Orchidaceae, originária de Sarawak, em Borneu.